# Genersich Antal

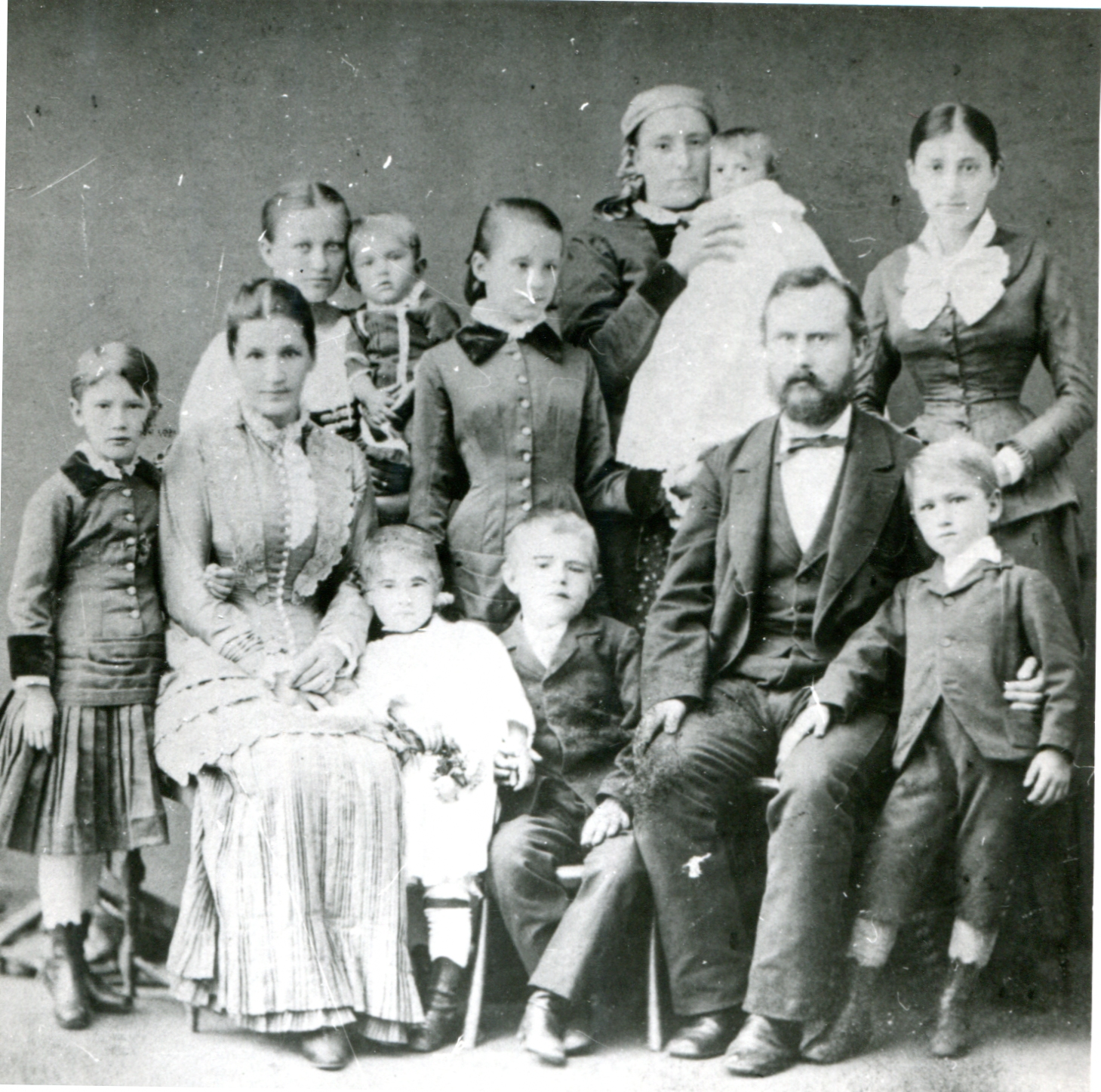
Genersich Antal és Machik Kornélia családja

Szepes-szombati Genersich Antal (Nagyszombat, 1842. február 4. – Budapest, 1918. június 4.) orvos és egyetemi tanár, a Magyar Tudományos Akadémia rendes tagja, a Ferenc József-rend lovagja.

## Életútja
Nagyszombatban született, ahol apja, ifjabb Genersich János (Genersich János, teológiai tanár fia), táblai ügyvéd volt, anyja Kilcher Katalin. Tanult Késmárkon (egy félévig Eperjesen) és a Pesti Egyetemen, ahol 1865. október 19-én orvosdoktori, 1866-ban sebészdoktori, szemész- és szülészmesteri oklevelet nyert. Apját ötéves korában vesztette el, így kedvezőtlen anyagi viszonyai miatt gyermekkorától fogva leckeadással kereste kenyerét; orvosnövendék korában bonctani demonstrátor volt. 
1865 októberétől 1868. október végéig dr. Arányi Lajos tanár mellett mint kórbonctani tanársegédként dolgozott; 1867-ben gyermekkórházi boncnokká, 1868. április 1-jén szent Rókus kórházi boncnok főorvossá választották meg. 1868 októberében állami ösztöndíjjal külföldi tanulmányútra indult és két évet Würzburgban dr. Friedrich Daniel von Recklinghausen, Bécsben dr. Salomon Stricker, Lipcsében dr. Carl Ludwig és dr. Karl Hugo Huppert, Berlinben Rudolf Virchow tanár intézetében dolgozott, egyszersmind az egyetemeken előadásokat hallgatott. 
Visszatérve 1870. augusztus 3-án a kolozsvári orvossebészi tanintézethez a kórbonctan és törvényszéki orvostan rendes tanárává nevezték ki; 1872-ben ugyanott az egyetem megnyitásakor a kórbonctan rendes tanárává léptették elő. 1870–76-ban megalapította a kórbonctani intézet gyűjteménytárát; az orvosi karnak 1876–77-ben dékánja s az egyetemnek 1877–78-ban rektora volt. 1875-től Kolozsvár város tiszteletbeli főorvosa. 
Az 1876-ban Kolozsváron létesített orvos-természettudományi társulat évről-évre orvosi szakelnökül választotta; 1883–84-ig pedig a társulat elnöke volt. Az erdélyi-múzeum-egyletnek 1881-től választmányi tagja, azonkívül több hazai s külföldi tudományos és közművelődési társulatnak is tagja volt. A kolozsvári evangélikus egyházközség tanácsosi s gondnoki tisztét is betöltötte. 
1891-ben maga és leszármazottai magyar nemességet nyertek szepes-szombati előnévvel. A Magyar Tudományos Akadémia 1892. május 5-én levelező, 1906. március 23-án rendes tagjai sorába választotta.
1895–1913 között a budapesti egyetem tanára s a I. számú Kórbonctani Intézet igazgatója, 1910–1911-ben az egyetem rektora volt.
Budapesten hunyt el, az egyetem aulájában ravatalozták fel, majd a kolozsvári családi sírboltban helyezték végső nyugalomra.

## Munkái

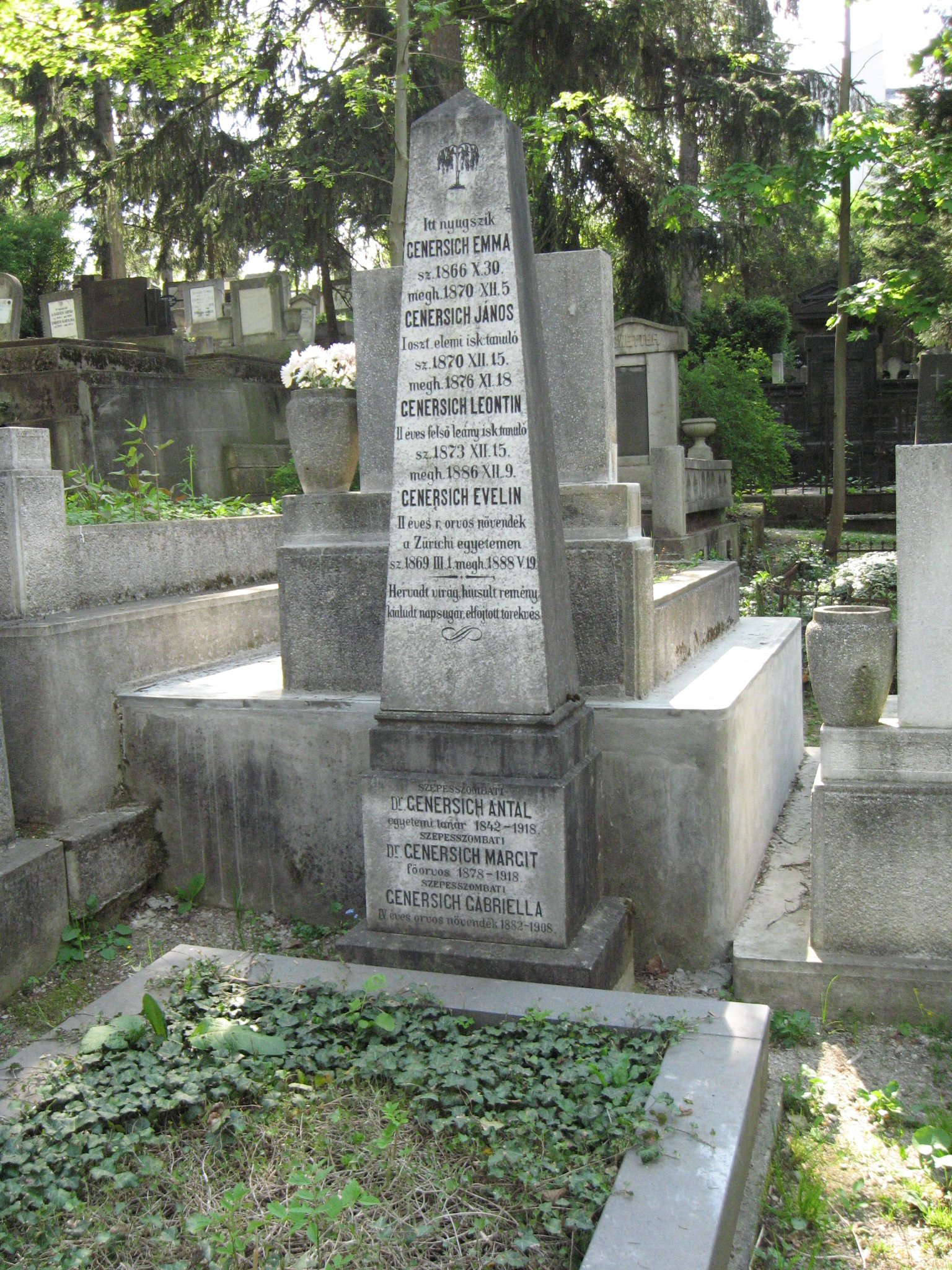
Sírja a Házsongárdi temetőben.

- Jelentés a kolozsvár-kocsárdi vasútvonal építésekor a munkásoknál előfordult megbetegedésekről. Kolozsvár, 1875. Nyolcz táblával (Erdélyi Múzeum-Egylet Évkönyve. Uj folyam II. sz.)
- Az egyetemi tanszabadság és a szigorlati szabályzatok. Rectori beszéd. Kolozsvár, 1877 (A kolozsvári tud. egyetem évkönyvei)
- A kolozsvári m. kir. tud. egyetem működéséről. Kolozsvár, 1878
- A fejcsonkos torz. Kolozsvár, 1880 (Kolozsvári Orvos-természettud. Értesítő, két tábla rajzzal)
- Tetemvizsgálati jegyzőkönyv. Ürlap. Kolozsvárt, 1890
- A törvényszéki orvost érdeklő törvények és rendeletek. Kolozsvár, 1894

Kiegészítéseivel jelent meg Belky János Törvényszéki orvostan című műve (Budapest, 1895. A Magyar Orvosi Könyvkiadó Társulat Könyvtára)

## Emlékezete
Már 1918-ban felavatták a budapesti Szent István kórház (Nagyvárad tér 1.) bejárati aulájában a mellszobrát, Pásztor János alkotását.
Az 1991-ben Budapesten létrehozott Genersich Alapítvány minden évben Genersich-díjat adományoz a jelentős tudományos munkát felmutató Kárpát-medencei magyar orvosoknak, orvostanhallgatóknak.